# Championnats de France d'athlétisme 1901
Navigation
Championnats 1900 Championnats 1902

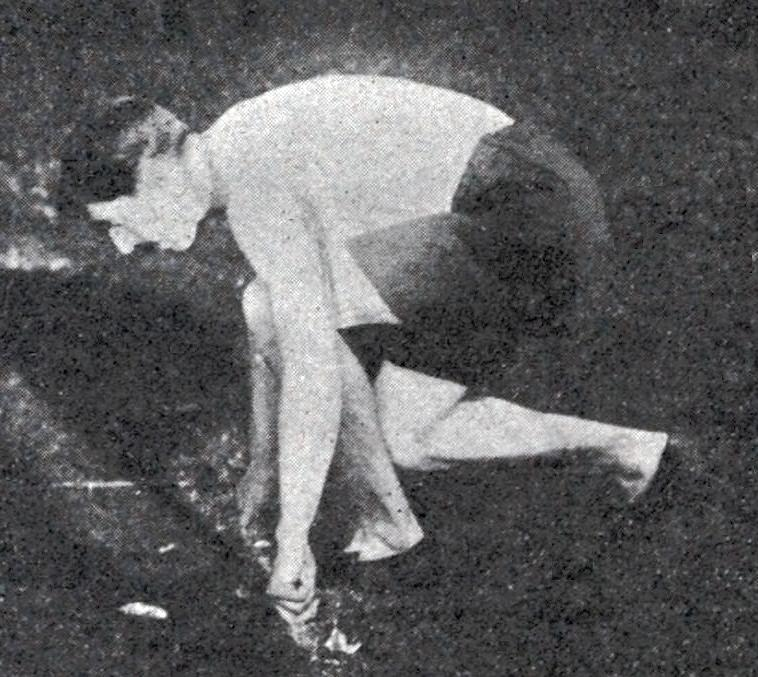
Thibuld Hammond, du RCF, en 1901.

Les Championnats de France d'athlétisme 1901 ont eu lieu le 23 juin 1901 à la Croix-Catelan de Paris.

## Palmarès
| Discipline       | Athlète                          | Performance   |
| ---------------- | -------------------------------- | ------------- |
| 100 m            | Thibuld Hammond                  | 11 s 2        |
| 400 m            | Jean Chastanié                   | 52 s 6        |
| 800 m            | André Langlais                   | 2 min 3 s 8   |
| 1 500 m          | Henri Deloge                     | 4 min 12 s 8  |
| 110 m haies      | Jean Lécuyer                     | 17 s 6        |
| 400 m haies      | Adolphe Klingelhoeffer           | 61 s 2        |
| 4 000 m steeple  | Louis Bonniot de Fleurac         | 14 min 59 s 4 |
| Saut en hauteur  | Louis Monnier                    | 1,70 m        |
| Saut à la perche | Émile Gontier                    | 2,90 m        |
| Saut en longueur | Eugène Choisel                   | 6,64 m        |
| Lancer du poids  | Panayiótis Paraskevópoulos (GRE) | 11,93 m       |
| Lancer du disque | Panayiótis Paraskevópoulos (GRE) | 34,19 m       |